# 大谷亮平
大谷 亮平（おおたに りょうへい、1980年10月1日 - ）は、日本の俳優、モデル。
大阪府吹田市出身。アミューズ所属。

## 略歴

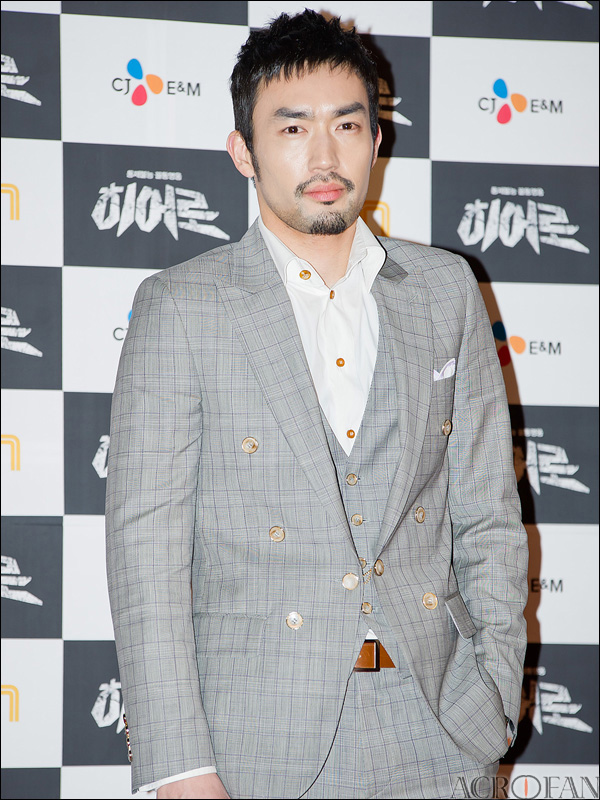
OCNドラマ『ヒーロー』製作発表会にて、2012年3月14日撮影。

大学生の頃に大阪から上京。アルバイト先の先輩に勧められ、大学卒業後に東京でモデルとして活動開始。
2003年に韓国で出演したダンキンドーナツのCMの評価が高く、約1年後に韓国の芸能事務所から誘いを受ける。その後は韓国に拠点を移し、当時は朝鮮語を話せない状態だったため、事務所に言われて語学堂に通ったが、全くついていけず中退。その後は当時流行していた街に行きつけの店を作り、お酒を飲みながら実践で言語を身につけた。
芸能活動では現代自動車、KTFオリンパス、SKテレコムなどのCMに出演した。CMでの人気を受けて、2006年からシチュエーション・コメディ番組『ソウルメイト』に役を得て出演するようになる。以降、韓国で俳優として活動し、韓国ドラマ『家に帰る道』、『ボクヒ姉さん』、『ヒーロー』、『追跡者 THE CHASER』 や、映画『神弓-KAMIYUMI-』、『バトル・オーシャン 海上決戦』 などヒット作への出演が続く。『朝鮮ガンマン』で 韓国ドラマアワード2014グローバル俳優賞を受賞している。
俳優としての仕事が増えたことで日本の芸能プロダクションとの接点も出来て、2015年秋に釜山国際映画祭にてアミューズのスタッフと出会い、2016年にアミューズと専属契約を結んで 日本での活動を開始。フジテレビ系テレビドラマ『ラヴソング』で、日本のテレビドラマに初出演。同年、『逃げるは恥だが役に立つ』で、日本の連続テレビドラマ初レギュラー出演を果たし、ブレイクする。
2018年、「ソウルドラマアワード2018」にてアジアスター賞を受賞。同年10月から放送開始の連続テレビ小説『まんぷく』で朝ドラに初出演を果たした。

## 人物
海外で活躍した後、日本での活動を始めた逆輸入型俳優という共通点から「第2のディーン・フジオカ」と称される。大谷はそういった評判に対し、「境遇が似ているので、そういうふうに言ってもらえて光栄です」と語っている。また、前述のように経歴が特殊なことからハーフ説などの憶測も流れるが、自身はハーフではないと否定している。
10歳の頃からバレーボールに親しみ、中学3年生の時に大阪府で優勝。高校は大阪府のバレーボール強豪校である清風高等学校バレーボール部に所属し、3年生の時には大阪代表選抜チームの主将として国民体育大会バレーボール競技に出場した。韓国でも社会人バレーボール部に所属していた。
2018年に韓国の事務所との契約は出演料の金額が嘘であり、最大では桁が違ったとの自身の経験を語った。日本の事務所との契約については「（日本は）クリーンですね」と答えている。
姉がおり、姪と甥がいる。

## 出演

### テレビドラマ
- ソウルメイト（朝鮮語版）（2006年、MBC） - リョウヘイ 役
- 4部作ドラマ 東京、天気雨（朝鮮語版）（2008年、SBS） - ユウスケ 役
- 家に帰る道（朝鮮語版）（2009年、KBS第1テレビジョン） - ヒロ 役
- 連続テレビ小説 ボクヒ姉さん（2012年、KBS第2テレビジョン）[1] - ペク・テウン 役
- ヒーロー（朝鮮語版）（2012年、OCN） - イ・ジェイン 役
- 追跡者 THE CHASER（朝鮮語版）（2012年、SBS） - ペ常務 役
- 九家の書（2013年、MBC） - 百年客観の客(宮本商団の元団長)忍者 役
- 週末特別企画 果てしない愛（朝鮮語版）（2014年、SBS） - マサト 役
- 朝鮮ガンマン（2014年、KBS第2テレビジョン） - 金丸（カネマル） 役
- 華政（MBC、2015年） - イダチ 役
- ラヴソング 第5話（2016年5月9日、フジテレビ） - 弦巻竜介 役[16]
- 叡古教授の事件簿（2016年5月21日、テレビ朝日） - 堂上達也 役
- 男と女のミステリー時代劇 第10話「深川お初」（2016年8月9日、BSジャパン） - 銀二郎 役
- 逃げるは恥だが役に立つ（2016年10月11日 - 12月20日、TBS） - 風見涼太 役[6][30]
  - ガンバレ人類! 新春スペシャル!!（2021年1月2日）
- 不機嫌な果実スペシャル〜3年目の浮気〜（2017年1月13日、テレビ朝日）[31]
- 奪い愛、冬（2017年1月20日 - 3月3日、テレビ朝日） - 森山（旧姓：尾田）信 役[32][33][34]
- 北風と太陽の法廷（2017年3月17日、日本テレビ） - 五十畑光一郎 役[35]
- 片想い（2017年10月21日 - 11月25日、WOWOW） - 早田幸弘 役[36]
- 目玉焼きの黄身いつつぶす？（2017年11月6日 - 27日、MBS） - 服部 役
- 我が家の問題 第2回（2018年2月11日、NHK BSプレミアム） - 井上秀一 役[37]
- 三島由紀夫 命売ります 第5話（2018年2月10日、BSジャパン） ‐ 鎌田浩二 役[38]
- ラブリラン（2018年4月5日 - 6月7日、読売テレビ） - 鷺沢亮介 役[39]
- 未解決の女 警視庁文書捜査官 第7話 - 最終話（2018年5月31日 - 6月7日、テレビ朝日） - 戸塚正秀 役[40]
- ラストチャンス 再生請負人（2018年7月16日 - 9月3日、テレビ東京） - 山本知也 役[41]
- 連続テレビ小説 まんぷく（2018年10月1日 - 2019年3月30日、NHK） - 小野塚真一 役[42]
- 結婚相手は抽選で（2018年10月6日 - 11月24日、フジテレビ） - 銀林嵐望 役[43]
- GHOSTTOWN（2019年3月22日・26日、フジテレビ） - 主演・山本太陽 役[44][45]
- スカム（2019年7月1日 - 8月26日、MBS / 2019年7月3日 - 8月28日、TBS） - 神部逸 役[46]
- ノーサイド・ゲーム（2019年7月7日 - 9月8日、TBS） - 柴門琢磨 役[47]
- 家にはじめて行ってみた（2019年10月4日 - 12月27日、MBS） - 主演[48]
- リカ 第2部（2019年11月9日 - 30日、東海テレビ・フジテレビ） - 本間隆雄 役[49]
- 異世界居酒屋「のぶ」 （WOWOWプライム） - 主演・矢澤信之 役
  - Season1（2020年5月16日 - 7月17日）[50]
  - Season2（2022年5月27日 - 7月29日）[51]
  - Season3（2023年1月13日 - 3月17日）[52][53]
- 監察医 朝顔 第2シーズン 第2話 - 最終話（2020年11月9日 - 2021年3月22日、フジテレビ） - 若林昭信 役[54]
- 君と世界が終わる日に 第1話・第2話（2021年1月17日・24日、日本テレビ） - 本郷大樹 役[55]
- 大河ドラマ 青天を衝け（2021年、NHK） - 阿部正弘 役[56][57]
- 恋はDeepに（2021年4月14日 - 6月9日、日本テレビ） - 蓮田光太郎 役[58]
  - 恋はもっとDeepに -運命の再会スペシャル-（2021年6月16日）[59]
- 緊急取調室 第4シリーズ（2021年7月8日 - 9月16日、テレビ朝日） - 宮越肇 役[60]
- 奪い愛、高校教師（2021年12月28日 - 12月31日、テレビ朝日） - 冬野三太 役[61]
- オールドルーキー 第8話（2022年8月21日、TBS） - 宮野紘也 役[62]
- 神の手（2023年5月15日、テレビ東京） - 広瀬達也 役[63]
- 秘密を持った少年たち（2023年10月7日 - 12月23日、日本テレビ） - 隆介 役[64]
- スカイキャッスル（2024年7月25日 - 9月26日、テレビ朝日） - 南沢公平 役[65]
- ゴールデンカムイ -北海道刺青囚人争奪編- 第1話 - 第3話・第7話 - 最終話（2024年10月6日 - 20日・11月17日 - 12月1日、WOWOW） - 谷垣源次郎 役[66][67]
- 藤子・F・不二雄 SF短編ドラマ シーズン3「分岐点」（2025年3月27日、NHK BSプレミアム4K）[68]
- ロンダリング（2025年7月4日 - 、関西テレビ・フジテレビ） - 天海吾郎 役[69]

### 映画

#### 韓国映画
- 神弓-KAMIYUMI-（2011年8月10日公開） - ノガミ 役
- バトル・オーシャン 海上決戦（2014年7月30日公開） - ジュンサ（俊沙）（朝鮮語版） 役[70]

#### 日本映画
- ゼニガタ（2018年5月26日公開、AMGエンタテインメント/スターキャット） - 主演・銭形富男 役[71]
- 家に帰ると妻が必ず死んだふりをしています。（2018年6月8日公開、KADOKAWA） - 佐野 役[注 1][73]
- 焼肉ドラゴン（2018年6月22日公開、KADOKAWA/ファントム・フィルム） - 長谷川豊 役[74]
- パパはわるものチャンピオン（2018年9月21日公開、ショウゲート） - 大友 役
- 4月の君、スピカ。（2019年4月5日公開、イオンエンターテイメント） - 購買のおじさん 役（友情出演）[75]
- 仮面病棟（2020年3月6日公開、ワーナー ブラザース映画） - 小堺司 役[76]
- ゴールデンカムイ（2024年1月19日公開、東宝） - 谷垣源次郎 役[77]
- スマホを落としただけなのに 〜最終章〜 ファイナル ハッキング ゲーム（2024年11月1日、東宝） - キム・ガンフン 役[78]
- おーい、応為（2025年10月17日公開予定、東京テアトル / ヨアケ） - 初五郎 役[79]

### 劇場アニメ
- 恋するシロクマ（2018年） - シャチ 役[80]

### ネット番組
- 私の守護神ウラーザくん（2016年5月7日 - 、読売テレビ）[7]
- 東京アリス（2017年8月25日配信開始、全12話、Amazonプライム・ビデオ） - 奥薗慎二 役[81]
- 目玉焼きの黄身いつつぶす? #0（2017年10月10日、GYAO!） - 服部 役
- チェイス 第1章（2017年12月22日配信開始、全7話、Amazonプライム・ビデオ） - 三上 役（本田翼とW主演）[82]
- ミス・シャーロック/Miss Sherlock（2018年4月27日 - 6月15日、Hulu×HBOアジア） - 守谷透 役[83]
- 暴き屋〜他人の秘密、暴きます〜（2021年4月26日、NUMA） - 主演・大谷壮 役[84]
- エレベーターはもう開かない（2021年6月11日、NUMA）[85]
- 奪い愛、高校教師（2021年12月27日 - 12月30日、ABEMA） - 冬野三太 役[注 2][87]
- さらば、銃よ 警視庁特別銃装班（2023年4月14日 - 、Lemino） - 静谷猛 役[88]

### ラジオ番組
- トゥルークライム アメリカ殺人鬼ファイル（2020年8月4日 - 、AuDee）[89]
- トゥルークライム アメリカ殺人鬼ファイル〜AuDeeダイジェスト〜（2021年4月4日 - 、TOKYO FM）
- トゥルークライム アメリカ殺人鬼ファイル シーズン2（2021年6月25日 - 、AuDee）[90]

### オーディオドラマ
- BATMAN 葬られた真実（2022年、Spotify） - バットマン／ブルース・ウェイン 役[91]

### その他の番組
- ルームメイト第2シーズン（2014年、SBS）
- あなたは今幸せですか?（2017年1月15日、テレビ朝日） - ナビゲーター[92]
- せやねん!（2021年11月27日 - 、毎日放送） - 不定期コーナー「大谷亮平の熱血！届けます」を担当[93]
- ノーサイド劇場〜高校ラグビー青春ノンフィクション〜（2022年12月27日 - 2023年1月6日、毎日放送） - MC[94]

### 舞台
- ボディガード（2020年3月24日 - 27日、梅田芸術劇場メインホール）[注 3] - 主演・フランク 役[98]
  - ボディガード（2022年1月21日 - 31日、梅田芸術劇場メインホール / 2月8日 - 19日、東京国際フォーラム ホールC） - 主演・フランク 役[99]
- ボーイズ・イン・ザ・バンド 〜真夜中のパーティー〜（2020年7月18日 - 28日、Bunkamuraシアターコクーン 他） - アラン 役[100][注 4]
- 音楽劇『海王星』（2021年12月6日 - 30日、PARCO劇場 / その後、本作は大阪・富山・宮城・青森・愛知を巡演）[102]

### 広告
- ダンキンドーナツ[103]
- KT WiBro[104]
- SKテレコム 생각대로 T [105]
- 日産自動車「ジューク」（2016年） - TBS系ドラマ『逃げるは恥だが役に立つ』とのコラボCM
- toto BIG（2017年4月 - ）[106]
- UHA味覚糖「コロロ」（2017年9月 - ）[107]
- ベルジャポン「ブルサン」アンバサダー（2018年4月 - ）[108]
- 花王「サクセス」（2018年6月[109] - ） - サンドウィッチマンと共演[110]
- サントリー「ザ・プレミアム・モルツ」（2018年7月 - ）[111]
- ECC「ECCジュニア」（2018年8月 - ）[112]
- グラクソ・スミスクライン・コンシューマー・ヘルスケア・ジャパン
  - 「シュミテクト」「シュミテクトコンプリートワンEX」（2019年3月 - ）[113]
  - 「ポリデント デンタルラボ」（2019年9月 - ）[114]
  - 「ボルタレンテープ ゼロメントール」（2020年9月 - ）[115]
- 東京シティ競馬2019年度イメージキャラクター[116][117]
- アサヒ飲料「ウィルキンソン タンサン」「ウィルキンソン タンサン レモン」（2019年4月 - ）[118]
- 富士ゼロックス「働き方改革」（2020年2月 - ）[119]
- リクルート「リクルートダイレクトスカウト」 action篇 と思っていたらver（2023年2月 - ）[120]
- キリンビール「キリン一番搾り 糖質ゼロ」（2024年7月 - ）[121]

### ミュージックビデオ
- ジョンヨプ（朝鮮語版）『Without you』（2010年）
- タブロ（朝鮮語版）『나쁘다』（2011年）[122]
- G.NA『G.NA's Secret』（2014年）[123][124]
- JONGHYUN（SHINee） 『End of a Day』（2015年）
- EXO チェン×Heize ：smstation『Lil' Something』（2016年）

## 著書
- 日本人俳優（2018年9月26日、TAC）ISBN 978-4-8132-7912-9[125]

## 受賞歴
- 「韓国ドラマアワード2014」グローバル俳優賞（『朝鮮ガンマン』）[7]
- 第6回「コンフィデンスアワード・ドラマ賞」 新人賞（『逃げるは恥だが役に立つ』 TBS系）[126]
- 「ソウルドラマアワード2018」アジアスター賞[18][127]